# Municipio de Toulon
El municipio de Toulon (en inglés: Toulon Township) es un municipio ubicado en el condado de Stark en el estado estadounidense de Illinois. En el año 2010 tenía una población de 2420 habitantes y una densidad poblacional de 26,16 personas por km².

## Geografía
El municipio de Toulon se encuentra ubicado en las coordenadas 41°6′17″N 89°48′23″O / 41.10472, -89.80639. Según la Oficina del Censo de los Estados Unidos, el municipio tiene una superficie total de 92.52 km², de la cual 91,89 km² corresponden a tierra firme y (0,67 %) 0,62 km² es agua.

## Demografía
Según el censo de 2010, había 2420 personas residiendo en el municipio de Toulon. La densidad de población era de 26,16 hab./km². De los 2420 habitantes, el municipio de Toulon estaba compuesto por el 98,1 % blancos, el 0,74 % eran afroamericanos, el 0,08 % eran amerindios, el 0,37 % eran asiáticos, el 0,21 % eran de otras razas y el 0,5 % eran de una mezcla de razas. Del total de la población el 0,7 % eran hispanos o latinos de cualquier raza.